# Djuptjärnen (Älvsby socken, Norrbotten)
Djuptjärnen är en sjö i Älvsbyns kommun i Norrbotten och ingår i Piteälvens huvudavrinningsområde. Sjöns area är 0,026 kvadratkilometer och den är belägen 172 meter över havet.